# Guilde des musiciens et musiciennes du Québec
La Guilde des musiciens et musiciennes du Québec (GMMQ) est un syndicat québécois de musiciens affilié à la Fédération américaine des musiciens et à la Fédération des travailleurs et travailleuses du Québec. La GMMQ représente environ 3200 membres réguliers et près de 1000 membres permissionnaires.  